# Saffman-Delbrück-Modell

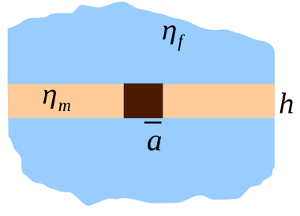
Modell eines zylindrischen Objekts mit dem Radius in einer Membran der Viskosität, der Höhe, umgeben von Flüssigkeit mit der Viskosität

Das Saffman-Delbrück-Modell ist eine Variante des Fluid-Mosaik-Modells. Es beschreibt eine Lipiddoppelschicht umgeben von einer weniger viskosen flüssigen Phase.

## Eigenschaften
In einer hochviskosen dreidimensionalen Flüssigkeit besitzt nach der Stokes-Einstein-Beziehung ein kugelförmiges Objekt mit dem Radius a den Diffusionskoeffizienten:
{\displaystyle D_{3D}={\frac {k_{\mathrm {B} }T}{6\pi \eta a}}}
Im Gegensatz dazu weicht der Diffusionskoeffizient eines kugelförmigen Objekts in einer zweidimensionalen Flüssigkeit ab (Stokes-Paradox). Bei einer realen Flüssigkeit wird der Diffusionskoeffizient bestimmt durch:
1. die Abmessungen der Membran
2. die Trägheit der Membran (endliche Reynolds-Zahl)
3. der Effekt der umgebenden Flüssigkeit

Philip Saffman und Max Delbrück berechneten 1975 den Diffusionskoeffizienten für diese drei Fälle und zeigten, dass der dritte Fall relevant ist.

## Saffman-Delbrück-Formel
Der Diffusionskoeffizient eines zylindrischen Objekts mit dem Radius {\displaystyle a} in einer Membran der Dicke {\displaystyle h} und der Viskosität {\displaystyle \eta _{m}}, umgeben von einer Flüssigkeit der Viskosität {\displaystyle \eta _{f}}, ist:
{\displaystyle D_{\text{sd}}={\frac {k_{\mathrm {B} }T}{4\pi \eta _{m}h}}\left[\ln \left({\frac {2L_{\text{sd}}}{a}}\right)-\gamma \right]}
mit der Saffman-Delbrück-Länge {\displaystyle L_{\text{sd}}={\frac {h\eta _{m}}{2\eta _{f}}}} und der Euler-Mascheroni-Konstante {\displaystyle \gamma \approx 0{,}577}. Typische Werte für {\displaystyle L_{\text{sd}}} sind 0,1 bis 10 Mikrometer. Dieses Ergebnis ist eine Näherung für die Radien {\displaystyle a\ll L_{sd}} und besser für Proteine ({\displaystyle a\approx } nm), aber weniger für Lipiddomänen, die im Mikrometerbereich liegen.
Die Saffman–Delbrück-Formel sagt voraus, dass der Diffusionskoeffizient {\displaystyle D_{\text{sd}}} nur geringfügig von der Größe des eingebetteten Objekts abhängt. Beispielsweise, wenn {\displaystyle L_{\text{sd}}=1\mathrm {\mu m} } verändert sich der Diffusionskoeffizient {\displaystyle D_{\text{sd}}} bei einer Veränderung von {\displaystyle a} von 1 nm zu 10 nm nur um 30 %.

## Erweiterung nach Hughes, Pailthorpe und White
Hughes, Pailthorpe und White erweiterten 1981 das Modell für alle Radien {\displaystyle a}; und {\displaystyle a\gg L_{sd}},
{\displaystyle D\to {\frac {k_{\mathrm {B} }T}{8\eta _{m}h}}{\frac {L_{\text{sd}}}{a}}={\frac {k_{\mathrm {B} }T}{16\eta _{f}a}}}
Eine nützliche Formel, die korrekte Diffusionskoeffizienten innerhalb dieser beiden Grenzens erzeugt, ist
{\displaystyle D={\frac {k_{\mathrm {B} }T}{4\pi \eta _{m}h}}\left[\ln \left({\frac {2}{\epsilon }}\right)-\gamma +{\frac {4\epsilon }{\pi }}-{\frac {\epsilon ^{2}}{2}}\ln \left({\frac {2}{\epsilon }}\right)\right]\left[1-{\frac {\epsilon ^{3}}{\pi }}\ln \left({\frac {2}{\epsilon }}\right)+{\frac {c_{1}\epsilon ^{b_{1}}}{1+c_{2}\epsilon ^{b_{2}}}}\right]^{-1}}
mit {\displaystyle \epsilon =a/L_{\text{sd}}}, {\displaystyle b_{1}=2{,}74819}, {\displaystyle b_{2}=0{,}51465}, {\displaystyle c_{1}=0{,}73761} und {\displaystyle c_{2}=0{,}52119}. Im Orginal ist ein Tippfehler, daher die korrigierte Version verwenden.
Obwohl die Saffman-Delbruck-Formel häufig verwendet wird, um die Größe von Objekten im Nanometerbereich zu schätzen, haben neuere, umstrittene Experimente mit Proteinen darauf hingedeutet, dass die Abhängigkeit des Diffusionskoeffizienten vom Radius a eher {\displaystyle a^{-1}} als {\displaystyle \ln(a)} ähnelt. Bei größeren Objekten (wie Lipiddomänen im Mikrometerbereich) hat sich das Saffman-Delbrück-Modell etabliert.
Der Saffman-Delbrück-Ansatz wurde in neueren Arbeiten auch für die Modellierung hydrodynamischer Wechselwirkungen zwischen Proteinen erweitert, die in gekrümmten Lipid-Doppelschichtmembranen eingebettet sind, wie z. B. in Vesikeln und anderen Strukturen. In diesen Arbeiten werden verwandte Formulierungen verwendet, um die Rolle der hydrodynamischen Kopplung der Membran und der Krümmung bei der kollektiven Drift-Diffusionsdynamik von Proteinen in Doppelschichtmembranen zu untersuchen. Es wurden verschiedene Modelle für Proteineinschlüsse in gekrümmten Membranen entwickelt, darunter Modelle, die auf Reihenverkürzungen, Immersed Boundary-Methoden, und fluktuierender Hydrodynamik basieren. Später kamen Erweiterungen durch Einbeziehung von Lipid Rafts hinzu.